# Lokarje
Lokarje je naselje u slovenskoj Općini Šentjuru. Lokarje se nalazi u pokrajini Štajerskoj i statističkoj regiji Savinjskoj. 

## Stanovništvo
Prema popisu stanovništva iz 2002. godine naselje je imalo 114 stanovnika.